# Thorvald Asvaldsson
Thorvald Asvaldsson (nórdico antiguo: Þōrvaldr Āsvaldsson) fue un caudillo vikingo de Noruega, padre del colonizador de Groenlandia, Erik el Rojo, y abuelo del explorador de Vinland, Leif Erikson, el hombre que llegó a las costas de Norteamérica siglos antes de la expedición de Cristóbal Colón. El padre de Thorvald fue Ásvald Úlfsson, hijo de Úlf Þórisson, hijo de Øxna-Þórir, hermano de Naddoddr, el descubridor de Islandia.
Aunque Thorvald nació en Noruega, se vio forzado al exilio hacia 960 durante el reinado de Harald I de Noruega, ya que cometió un asesinato. Escapó junto a su hijo Erik al noroeste de Islandia, donde murió antes de 980.